# Менделевич, Борис Давыдович
Борис Давыдович Менделевич (род. 27 июня 1967 года, Казань, Татарская АССР, СССР) — российский врач и общественно-политический деятель, депутат Государственной Думы Федерального Собрания РФ VII созыва, член комитета Госдумы по охране здоровья, член фракции «Единая Россия».

## Биография
Родился в семье ученых в городе Казани 27 июня 1967 года. Отец — Давыд Моисеевич, профессор, доктор медицинских наук, на протяжении 60 лет работал в психиатрической больнице и преподавал в Казанском медицинском университете. Мать — Эдит Захаровна, доцент, кандидат педагогических наук, долгое время преподавала на кафедре иностранных языков Казанского химико-технологического института. Брат — Владимир Менделевич, доктор медицинских наук, профессор, директор Института исследований проблем психического здоровья, заведующий кафедрой психиатрии и медицинской психологии КГМУ.
В 1984 году Б. Д. Менделевич окончил школу и поступил на лечебный факультет Казанского государственного медицинского института С. В. Курашова. Был активным студентом, участвовал в общественной жизни института, был членом сборной ВУЗа по баскетболу, лауреатом различных фестивалей художественной самодеятельности.
Во время учёбы в институте был призван в ряды Советской Армии. Проходил срочную службу в Республике Афганистан, участвовал в боевых действиях, за что награждён рядом правительственных наград. После демобилизации продолжил обучение в медицинском институте, который успешно закончил в 1992 году.
Свою трудовую деятельность начал ещё во время учёбы, сначала санитаром, а затем и медбратом городской больницы. Получив врачебную специальность, с 1992 года начал работать в Казанской психиатрической больнице со строгим наблюдением в качестве врача-психиатра, а с 1994 года заведующего отделением.
С 1999 года по 2006 год работал директором, главным врачом Научно-диагностического центра при КГМУ, занимался лечением больных с различными зависимостями.
Кроме трудовой деятельности Б. Д. Менделевич занимается и научными разработками. За эти годы опубликовано более 110 научных работ, в том числе научная монография. В 1999 году успешно защищена кандидатская на тему: «Клинико-психопатологические особенности больных с идеями ревности, совершивших и не совершивших общественно опасные действия», а в 2010 году докторская диссертации на тему: «Научное обоснование совершенствования психиатрической помощи детскому населению (комплексное социально-гигиеническое и медико-организационное исследование)». Присвоена ученая степень доктора медицинских наук.
С 2006 года находился на государственной службе. Работал в аппарате Кабинета Министров Республики Татарстан, вначале советником Премьер-Министра РТ по вопросам здравоохранения, а в дальнейшем возглавлял отдел по вопросам здравоохранения, спорта и здорового образа жизни. Одной из основных задач в данной должности была координация реализации приоритетного национального проекта «Здоровье» в республике.
В 2012 году перешёл на работу в Администрацию Президента РФ, где до конца 2015 года работал в должности начальника департамента в Управлении Президента РФ по внутренней политике. Вместе с коллегами осуществлял информационно-аналитическое и организационное обеспечение реализации Президентом РФ его конституционных полномочий по определению основных направлений внутренней политики государства.
В 2016—2018 гг возглавлял научно-исследовательский центр АНО «Институт молодежи», в котором координировал исследования по актуальным вопросам молодёжной политики.
28 ноября 2018 г. по решению ЦИК РФ Менделевичу Б. Д. передан мандат депутата Государственной Думы Федерального Собрания Российской Федерации седьмого созыва по федеральному избирательному округу, освободившийся в связи с переходом депутата Александра Сидякина на работу руководителем Администрации Главы Республики Башкортостан.
С конца 2021 года является руководителем Экспертного Совета «Образовательного центра высоких медицинских технологий».

## Награды
- Грамота Президиума Верховного Совета СССР
- Почетная грамота Президента РФ за вклад в подготовку и проведение XXVII Всемирной летней универсиады 2013 года в г. Казани
- Почетная грамота Президента РФ за значимый вклад в подготовку и проведение ХХII Олимпийских зимних игр и XI Паралимпийских зимних игр 2014 года в г. Сочи
- Награждён медалью Республики Татарстан «За доблестный труд»
- медалью «70 лет Вооруженных Сил СССР»
- медалью «Воину-интернационалисту от благодарного афганского народа»
- За заслуги в деле охраны здоровья населения присвоено почетное звание «Заслуженный врач Республики Татарстан»
- Благодарность Председателя Государственной Думы ФС РФ
- Благодарность Министра здравоохранения РФ

## Хобби
Спорт, путешествия, художественная литература